# Električne mreže i četveropoli
Električne mreže i četveropoli su područje elektrotehnike koje razmatra pojmove i svojstva različitih električnih mreža i njihovih sastavnih dijelova, analizira promjene pri prolasku električne struje ili, općenito, električnog signala kroz vodove, električne filtere ili složenije električne mreže. Razmatra raspodjelu napona i struja iz jednog ili više električnih izvora, istosmjerne i izmjenične struje.